# Gare de Nancy-Saint-Georges
La gare de Nancy-Saint-Georges était une gare ferroviaire française, située à Nancy.
Désaffectée dans les années 1990, elle a été démolie au début des années 2000. Elle se trouvait au bout de la rue des Tiercelins, dans l'est de la ville, près du canal de la Marne au Rhin.
Gare aux marchandises, elle était ouverte uniquement au trafic fret.

## Situation ferroviaire
La gare de Nancy-Saint-Georges était située au point kilométrique (PK) 352,494 de l'ancienne ligne de Champigneulles à Houdemont, entre les gares de Champigneulles et de Jarville-la-Malgrange.

## Histoire
La ligne de Champigneulles à Houdemont est ouverte le 16 mai 1881.
En 1919, le trafic de la gare était de 614 930 tonnes (246 082 tonnes expédiées et 368 848 tonnes reçues). 
En 1931, le trafic de la gare était de 798 tonnes pour la grande vitesse (547 tonnes expédiées et 251 tonnes reçues) et 616 661 tonnes pour la petite vitesse (248 923 tonnes expédiées et 370 738 tonnes reçues).
En 1937, le trafic s'élève à 18 698 tonnes pour la grande vitesse (12 696 tonnes expédiées et 6 002 tonnes reçues) et 382 400 tonnes pour la petite vitesse (148 676 tonnes expédiées et 233 724 tonnes reçues).
La gare Saint-Georges est lourdement endommagée par un bombardement le 15 septembre 1944.
Dans les années 1960, elle desservait 54 embranchements particuliers. En 1962, le trafic d'animaux vivants pour les abattoirs et le marché aux bestiaux représentait 3 000 wagons.
En octobre 1971, la gare est dotée d'un nouvel équipement permettant la manutention des conteneurs.
En 1980, la gare avait expédié 152 124 tonnes de marchandises (essentiellement des conteneurs et des céréales). Les arrivages représentaient 357 308 tonnes (conteneurs, céréales, produits pétroliers, boissons, groupage).
La Compagnie nouvelle de conteneurs (CNC) regroupe l'activité de ses terminaux de transport combiné de Metz-Marchandises et Épinal à Nancy-Saint-Georges dans le courant des années 1980.
La section de ligne de Nancy-Saint-Georges à Jarville est fermée le 15 janvier 1988.
Le 21 juin 1996, la CNC a transféré ses activités au terminal combiné de Champigneulles.
La gare Saint-Georges est définitivement fermée le 28 septembre 1997. La desserte de certains embranchements particuliers est maintenue jusqu'au 17 janvier 1998.
Les terrains ont été rachetés à la SNCF par l'Établissement public foncier de Lorraine entre 1994 et 2000.
Les bâtiments, désaffectés et victimes d'un incendie, sont démolis en 2002.
Un projet de tram-train pour l'agglomération nancéienne préconise la réutilisation du tracé de l'ancienne ligne qui desservait la gare.
Début 2019, les derniers vestiges de l'activité ferroviaire du site sont quelques morceaux des rails d'anciens embranchements particuliers et de la ligne vers Champigneulles.